# Lambada (chanson)
Pour l’article homonyme, voir Lambada.
Singles de Kaoma
Dançando Lambada
(1989)
Clip vidéo
[vidéo] « Lambada », sur YouTube
Lambada, également connue sous le titre Chorando se foi (Lambada), est une chanson du groupe franco-brésilien  Kaoma. Elle est interprétée par la chanteuse brésilienne Loalwa Braz et a été sortie en tant que premier single de l'album Worldbeat (1989), premier album de Kaoma. Le titre fait référence à la danse de la lambada. Le clip accompagnant la chanson met en scène le duo d'enfants brésiliens Chico et Roberta.
La chanson en portugais est une reprise combinée de la chanson de 1986 Chorando se foi de Márcia Ferreira (avec des paroles traduites en portugais) et de la chanson de 1984 Llorando se fue de Cuarteto Continental (la première version rythmée de la chanson introduisant l'accordéon) ; les deux chansons étaient adaptées de la chanson bolivienne de 1981 Llorando se fue de Los Kjarkas.
À l'époque de sa sortie, Lambada était considérée comme le plus grand succès européen de l'histoire de la maison de disques CBS, avec des ventes de 1,8 million d'exemplaires en France et de plus de 4 millions dans toute l'Europe. Selon le New York Times, Lambada s'est vendue à 5 millions d'exemplaires dans le monde entier rien qu'en 1989. Cependant, le groupe Kaoma n'a pas mentionné la chanson originale de Los Kjarkas dans les crédits d'auteur, ce qui a donné lieu à des procès pour plagiat intentés par les auteurs originaux de la chanson, le groupe bolivien et leurs coauteurs de langue portugaise,.

## Contexte et sortie
Les paroles et la musique de Lambada de Kaoma sont une traduction non autorisée de la chanson Llorando se fue (« En pleurant, il est parti »), composée, interprétée et enregistrée à l'origine par le groupe folklorique andin bolivien Los Kjarkas en 1981. Les paroles et la musique de la chanson avaient été légalement enregistrées par les membres fondateurs de Los Kjarkas, Gonzalo et Ulises Hermosa, en 1981 auprès de l'Institut bolivien de la culture (IBC) et en 1985 auprès de la Société allemande pour les droits sur la représentation musicale et la reproduction mécanique (GEMA). La copie non autorisée de Kaoma, créditée au compositeur fictif Chico de Oliveira, a conduit Los Kjarkas à intenter un procès en 1990 contre le producteur de Kaoma, Jean-Claude Bonaventure, qui ont eu gain de cause. En 1991, un tribunal français a statué que les coauteurs Márcia Ferreira et José Ari étaient les auteurs de la traduction portugaise de la version de Kaoma. Aujourd'hui, Lambada est créditée aux frères Hermosa (en tant qu'auteurs), à Alberto Maraví, à Márcia Ferreira et à José Ari.
Selon Gonzalo, Los Kjarkas avaient basé Llorando se fue sur une petite mélodie andine nostalgique. Leur chanson était écrite sur un rythme lent et triste de Saya afro-bolivien.
Avant la sortie de la chanson par Kaoma en 1989, plusieurs reprises de Llorando se fue furent sorties en tant que chansons de danse :
| - 1984 – Cuarteto Continental (es), de l'album Fiesta de Cumbias ; - 1984 – Armonia 10 (es), de l'album El Chinchorro, Vol. 2 ; - 1984 – Sexteto Internacional, de l'album Mas Sexteto, ; - 1984 – Tropical Pingüino, ; - 1984 – Wilkins, de l'album Una Historia Importante – 15 Grandes Exitos ; - 1984 – Chacalón y la Nueva Crema (en), de l'EP Llorando se fue/Llorando y sufriendo ; - 1984 – Grupo Trebol, de l'album Tropical Andino ; - 1985 – Freddy Roland, de l'album Chicha Up ; - 1985 – Juan « Corazón » Ramón, de l'album Cada día mejor - 1985 – Don Medardo y sus Players (es), de l'album Lo Mejor del Año, Vol.4 ; | - 1985 – Vico y su Grupo Karicia, de l'album Voz y sentimiento, ; - 1986 – Márcia Ferreira (pt), ; - 1986 – Los Graduados, de l'album Flor de un día ; - 1986 – Pastor López, de l'album Cumbia Universal, ; - 1987 – Sonora Andacollo, de l'album Norte Tropical – Lambada ; - 1988 – Los Hermanos Rosario (en), de l'album Otra Vez ; - 1988 – Ana Morena, de la compilation Baila Baila Baila, Vol. 2, ; - 1988 – Tropicalísimo Apache (es), de l'album Exitos Quemantes ; - 1989 – Los Flamers, de l'album Gran Reventon Gran, Vol. 5,. |

En 1984, une version rythmée de Llorando se fue, introduisant l'accordéon, a été publiée par le groupe péruvien Cuarteto Continental, dont les arrangements réalisés par Alberto Maraví ont ensuite été copiés par Kaoma. La première traduction et le premier enregistrement en portugais de Llorando se fue — sous le nom de Chorando se foi — ont été publiés par la chanteuse brésilienne Márcia Ferreira en 1986 dans le cadre de son troisième album.
Les managers français Olivier Lorsac, alias Olivier Lamotte d'Incamps, et Jean Georgakarakos ont formé le groupe Kaoma en France après que Lorsac a été exposé à la lambada en mars 1988, lors de sa visite à Porto Seguro, Bahia, Brésil. Lorsac et Georgakarakos ont acheté les droits musicaux de plus de 400 chansons de lambada à l'éditeur de musique brésilien Continental. Lorsac a admis que Georgakarakos et lui avaient entendu une chanson « remarquablement similaire » des frères Hermosa, reconnue plus tard par un tribunal français comme étant la reprise du tube de Márcia Ferreira,,,.

## Clip vidéo
Le clip de Lambada a été tourné en juin 1989 sur l'île espagnole de Tagomago, en Méditerranée, et sur la plage de Cocos à Trancoso, dans l'État de Bahia, au Brésil. Il met en scène le duo d'enfants brésiliens Chico et Roberta en tant qu'amoureux. En guise de semi-intrigue, le père de Roberta ne veut pas qu'elle fréquente Chico, mais la chanteuse Loalwa Braz est venue rétablir la situation entre les trois...

## Accueil commercial
Lambada est devenu un tube d'été mondial, vendu à plus de 5 millions d'exemplaires en 1989, et a fait partie de l'engouement pour la danse lambada. Elle a atteint la première place dans seize classements différents, dont le Top 50 français et le Hit-parade suisse, ainsi que la quatrième place au UK Singles Chart et au Irish Singles Chart, la cinquième place au classement ARIA australien, en 1990, la 46e place au Billboard Hot 100 américain, devenant ainsi l'une des chansons brésiliennes les plus populaires de tous les temps.
En France, où il est resté en tête du Top 50 pendant 12 semaines et s'est vendu à près de deux millions d'exemplaires, le single était le plus vendu de l'année 1989. Lambada a été le 37e single le plus vendu au Royaume-Uni en 1989. En Italie, les ventes combinées de l'album et du single ont atteint un million de disques en 1991.

## Dans la culture populaire
En France, en 1989, la chanson de Kaoma a été utilisée dans une publicité télévisée pour la boisson Orangina.
En 1990, le réalisateur Richard L. Albert a obtenu une licence pour cette chanson pour son film La Lambada, la danse interdite (en) après avoir vu Kaoma se produire dans un club de Los Angeles. Non seulement l'interprétation de Kaoma a été utilisée pour le film, mais la chanson a également été interprétée à l'écran par Kid Creole and the Coconuts, avec des paroles en anglais.

## Liste des titres
| A. | Lambada                | 3:28 |
| B. | Lambada (Instrumental) | 4:50 |

## Classements et certifications
| Classement (1989–90)                   | Meilleure position |
| -------------------------------------- | ------------------ |
| Allemagne de l'Ouest (Media Control)   | 1                  |
| Australie (ARIA)                       | 5                  |
| Autriche (Ö3 Austria Top 40)           | 1                  |
| Belgique (Flandre Ultratop 50 Singles) | 1                  |
| Canada (Top Singles)                   | 78                 |
| Canada (Dance/Urban)                   | 3                  |
| Danemark (IFPI)                        | 2                  |
| Espagne (AFYVE)                        | 1                  |
| États-Unis (Hot 100)                   | 46                 |
| États-Unis (Dance Club Songs)          | 21                 |
| États-Unis (Hot Dance Music)           | 6                  |
| États-Unis (Hot Latin 50)              | 1                  |
| États-Unis (Cash Box Top 100)          | 46                 |
| Europe (Eurochart Hot 100)             | 1                  |
| Finlande (Suomen virallinen lista)     | 1                  |
| France (SNEP)                          | 1                  |
| Grèce (IFPI)                           | 1                  |
| Irlande (IRMA)                         | 4                  |
| Italie (Musica e dischi)               | 1                  |
| Norvège (VG-lista)                     | 1                  |
| Nouvelle-Zélande (RMNZ)                | 10                 |
| Pays-Bas (Nederlandse Top 40)          | 1                  |
| Pays-Bas (Nationale Hitparade)         | 1                  |
| Portugal (AFP)                         | 1                  |
| Royaume-Uni (UK Singles Chart)         | 4                  |
| Suède (Sverigetopplistan)              | 1                  |
| Suisse (Schweizer Hitparade)           | 1                  |

| Classement (1989)                    | Position |
| ------------------------------------ | -------- |
| Allemagne de l'Ouest (Media Control) | 5        |
| Autriche (Ö3 Austria Top 40)         | 3        |
| Belgique (Flandre Ultratop)          | 1        |
| Europe (Eurochart Hot 100)           | 1        |
| France (SNEP)                        | 1        |
| Italie (Musica e dischi)             | 1        |
| Pays-Bas (Nederlandse Top 40)        | 2        |
| Pays-Bas (Single Top 100)            | 1        |
| Royaume-Uni (UK Singles Chart)       | 34       |
| Suisse (Schweizer Hitparade)         | 24       |

| Classement (1990)          | Position |
| -------------------------- | -------- |
| Australie (ARIA)           | 24       |
| États-Unis (Hot Latin 50)  | 7        |
| Europe (Eurochart Hot 100) | 71       |
| Japon (Oricon)             | 38       |

| Classement (1980–1989)        | Position |
| ----------------------------- | -------- |
| Autriche (Ö3 Austria Top 40)  | 12       |
| France (SNEP)                 | 64       |
| Pays-Bas (Nederlandse Top 40) | 10       |

### Certifications et ventes
| Région                                                           | Certification | Ventes/Streams |
| ---------------------------------------------------------------- | ------------- | -------------- |
| Allemagne (BM)                                                   | 2 × Platine   | 1 000 000^     |
| Australie (ARIA)                                                 | Or            | 35 000^        |
| Belgique                                                         | —             | 300 000        |
| Brésil                                                           | —             | 700 000        |
| Canada (CRIA)                                                    | Or            | 50 000^        |
| Colombie                                                         | —             | 500 000        |
| Espagne                                                          | —             | 200 000        |
| États-Unis                                                       | —             | 2 000 000      |
| France (SNEP)                                                    | Platine       | 1 800 000      |
| Japon (RIAJ)                                                     | 2 × Platine   | 200 000^       |
| Mexique                                                          | —             | 750 000        |
| Pays-Bas (NVPI)                                                  | Platine       | 100 000^       |
| Portugal (AFP)                                                   | 2 × Platine   | 80 000^        |
| Royaume-Uni (BPI)                                                | Or            | 400 000^       |
| Suède (GLF)                                                      | Platine       | 50 000x        |
| Suisse (IFPI)                                                    | Or            | 25 000x        |
| Résumé                                                           |               |                |
| Europe ventes de 1989-1990                                       |               | 4 000 000      |
| *Ventes selon la certification xNon précisé par la certification |               |                |

## VersionLambada 3000
Singles par Gregor Salto
Love Is My Game
(2007) Step By Step
(2009)
Singles par Kaoma
Banto
(1999)
Une nouvelle version remixée du titre par le disc-jockey néerlandais Gregor Salto, intitulée Lambada 3000, est sortie le 13 juillet 2009 au Benelux, vingt ans après la sortie de Lambada. Loalwa Braz, la chanteuse de la chanson d'origine, a été invitée à interpréter de nouveau la chanson pour le remix. Le titre est devenu le deuxième succès de Gregor Salto dans le Top 40 néerlandais, et sa troisième entrée dans le classement, culminant à la 12e place. Le clip a été tourné à Curaçao et a été diffusé pour la première fois en juin 2009.

### Liste des titres
| 1. | Lambada 3000 (Radio Mix)         | 2:53 |
| 2. | Lambada 3000 (Olinda Radio Mix)  | 3:35 |
| 3. | Lambada 3000 (Original Club Mix) | 4:58 |
| 4. | Lambada 3000 (Olinda Mix)        | 6:40 |
| 5. | Lambada 3000 (Arena Mix)         | 7:41 |

### Classements
| Classement (2009)               | Meilleure position |
| ------------------------------- | ------------------ |
| Belgique (Flandre Ultratip 100) | 8                  |
| Pays-Bas (Nederlandse Top 40)   | 12                 |
| Pays-Bas (Single Top 100)       | 18                 |
| Pays-Bas (Dance Top 30)         | 4                  |

## Autres reprises
Le groupe de punk rock français Les Garçons Bouchers reprirent la base de la composition Lambada afin de dénoncer le mercantilisme des productions musicales dans leur titre La Lambada, on n'aime pas ça sorti en 1990.
En 2024, le groupe de Viking Metal finlandais Ensiferum reprends le titre sous forme de chanson bonus sur l'édition spéciale de Winter Storm.